# Гресік – Семаранг
Гресік – Семаранг – газопровід на сході індонезійського острова Ява.
Трубопровід, який ввели в експлуатацію у 2020 році, сполучив великі центри споживання в районах Сурабаї та Семарангу (друге та п’яте за розмірами міста Індонезії). Він забезпечив можливість для маневру ресурсом в межах східної частини острова Ява, куди раніше вже подали блакитне паливо з офшорних родовищ по цілому ряду трубопроводів – Східнояванському,  Поленг – Гресік та Кеподанг – Семаранг. Того ж року обсяги транспортування через Гресік – Семаранг досягнули показника у 7,6 млн м3 на добу, при цьому найбільшими споживачами були промисловість азотних добрив та електроенергетика (можливо відзначити, що на околиці Сурабаї працює ТЕС Гресік, а у портово-індустріальній зоні Семарангу знаходиться ТЕС Тамбак-Лорок) 
В центральній частині маршруту Гресік – Семаранг розташований майданчик газопереробного заводу проекту Jambaran-Tiung Biru (JTB). Готовність останнього станом на середину 2021 року оцінювалась у 93%, а після введення в експлуатацію з JTB розраховують отримувати 5,4 млн м3 газу на добу.
Довжина трубопроводу Гресік – Семаранг становить 272 км. Споруда виконана в діаметрі труб 700 мм та має пропускну здатність у 11,3 млн м3 на добу.
В подальшому Гресік – Семаранг може стати частиною Трансяванського газопроводу (за умови спорудження ділянки у центральній частині острова, яка б утворила сполучення із Західнояванським газопроводом).